# Devillea doderoi
Devillea doderoi är en mångfotingart som beskrevs av Filippo Silvestri 1903. Devillea doderoi ingår i släktet Devillea och familjen Xystodesmidae.

## Underarter
Arten delas in i följande underarter:
- D. d. doderoi
- D. d. sanctijohannis